# Anommatus libanicus
Anommatus libanicus is een keversoort uit de familie knotshoutkevers (Bothrideridae). De wetenschappelijke naam van de soort werd in 1968 gepubliceerd door Roger Dajoz.